# Lanrelas
Lanrelas [lɑ̃ʁəla]  est une commune française située dans le département des Côtes-d'Armor, en région Bretagne. Ses habitants sont les Lanrelasiens et les Lanrelasiennes.

## Géographie

### Situation
Lanrelas est équidistant de Rennes et de Saint-Brieuc (56 km via la RN 12 en 2×2 voies). Les limites sud et ouest de la commune permettent également un accès rapide à la RN 164, axe routier central de la Bretagne.
| Éréac         | Sévignac | Broons           |
| Éréac         | Lanrelas | Plumaugat        |
| Saint-Launeuc | Trémorel | Loscouët-sur-Meu |

### Cadre géologique

Carte géologique du Massif armoricain.

Le Pays de Lanrelas est situé dans le domaine centre armoricain, unité géologique du Massif armoricain qui correspond à un vaste synclinorium s'allongeant sensiblement en direction W-E, depuis la presqu'île de Crozon jusqu'au bassin de Laval. Ce bassin sédimentaire est principalement constitué de schistes briovériens (sédiments issus de l'érosion du segment occidental de la chaîne cadomienne et qui se sont accumulés sur plus de 15 000 m d'épaisseur). L'histoire géologique de la région est marquée par la phase orogénique bretonne du cycle varisque, au début du Carbonifère inférieur, ou Tournaisien, il y a environ 360 Ma. La collision continentale au cours de l'orogenèse varisque proprement dite se traduit dans le Massif armoricain par un métamorphisme général de basse-moyenne pression, formant les schistes et micaschistes, par des phases de cisaillement et par une anatexie générant migmatites et granitoïdes. Elle se traduit ainsi dans la région par la mise en place de nombreux massifs intrusifs à travers les schistes cristallins, concomitamment aux cisaillements et à ce métamorphisme : massif granitique de Plœuc-Moncontour, massif monzogranitique de Plémet-Gomené, complexe plutonique de Plouguenast (magmatisme calédonien à l'origine des intrusions de diorite quartzique et de leucogranite plus ou moins orthogneissifiés, datés respectivement à 485 ± 10 Ma et 450 ± 10 Ma) et des Landes du Mené (massifs de Saint-Jacut-du-Mené et Lanrelas, constitués de diorite quartzique). Leur mise en place est contrôlée par le Cisaillement Nord-Armoricain de direction WNW-SSE dans cette région.
La diorite quartzique « généralement grisâtre, à grain grossier à moyen, porphyroïde, est riche en biotite et en feldspaths. L'analyse pétrographique montre que les feldspaths sont essentiellement représentés par des plagioclases (An 30-35) souvent en gros individus subautomorphes entre lesquels s'observent parfois des plagioclases zonés plus globuleux (Sud de la Ville Hellen et Nord de Brandesec, au
Sud-Est de Langourla). Ces plagioclases peuvent présenter des macles complexes : le zonage y est particulièrement bien marqué. Les biotites sont nombreuses, chloritisées, quelquefois en cristaux assez petits entourant les plagioclases. Le quartz interstitiel est présent en quantités assez variables suivant les
affleurements, parfois en plages importantes, millimétriques ou en amas microcristallins ».

### Hydrographie
Pour un article plus général, voir Réseau hydrographique des Côtes-d'Armor.
La commune est située dans le bassin Loire-Bretagne. Elle est drainée par la Rance, la Rosette, le ruisseau de la Plançonnais, le Glair et le ruisseau de loziers,,.
La Rance, d'une longueur de 104 km, prend sa source dans la commune du Mené et se jette  dans la Manche entre Dinard et Saint-Malo, après avoir traversé 28 communes. 
La Rosette, d'une longueur de 31 km, prend sa source dans la commune de Éréac et se jette  dans l'Arguenon à Jugon-les-Lacs, après avoir traversé huit communes. 
Un plan d'eau complète le réseau hydrographique : l'étang de Loziers, d'une superficie totale de 6,6 ha (3,85 ha sur la commune),.

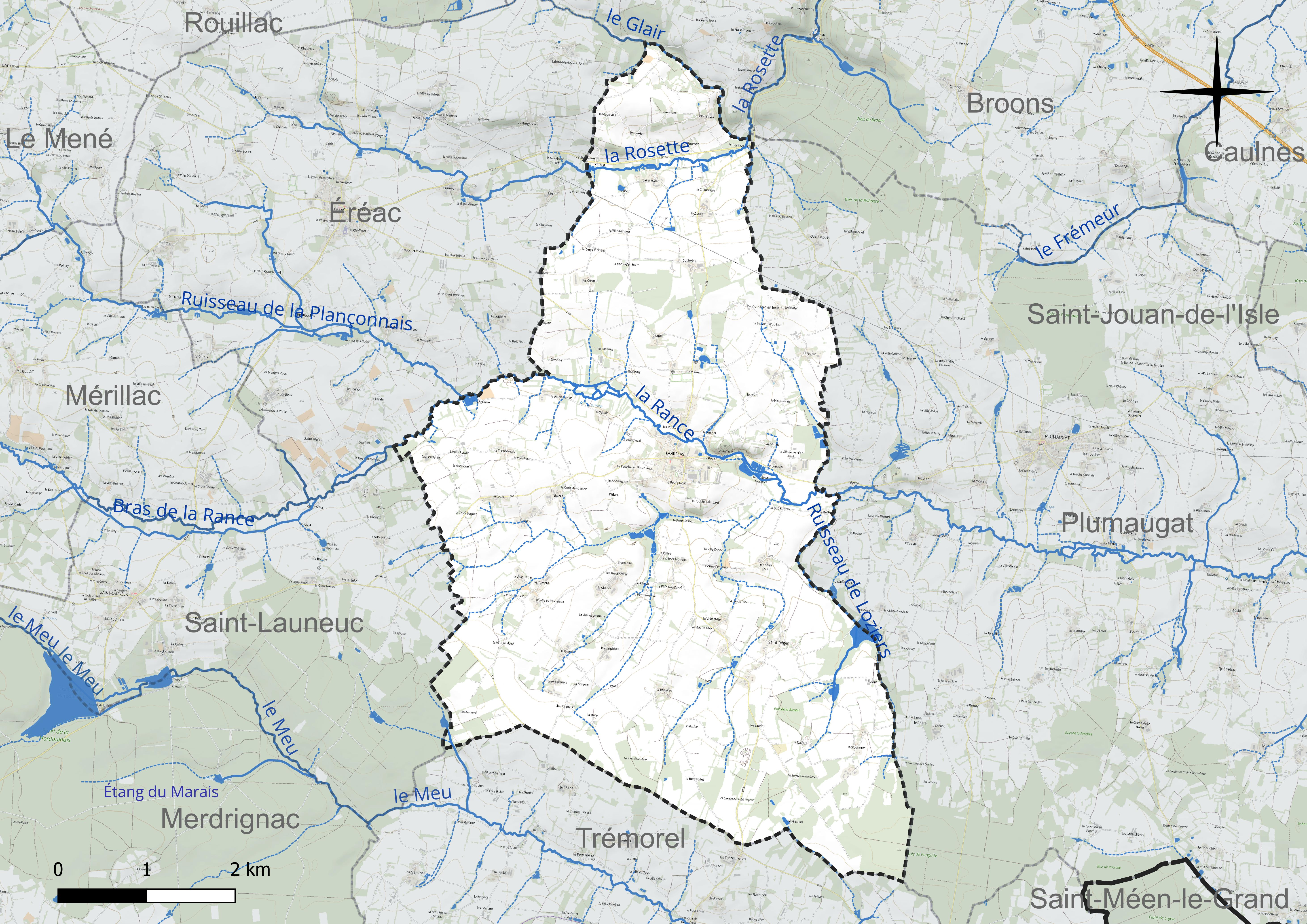
Réseau hydrographique de Lanrelas.

### Climat
Pour des articles plus généraux, voir Climat de la Bretagne et Climat des Côtes-d'Armor.
En 2010, le climat de la commune est de type climat océanique altéré, selon une étude du CNRS s'appuyant sur une série de données couvrant la période 1971-2000. En 2020, Météo-France publie une typologie des climats de la France métropolitaine dans laquelle la commune est exposée à un climat océanique et est dans la région climatique  Bretagne orientale et méridionale, Pays nantais, Vendée, caractérisée par une faible pluviométrie en été et une bonne insolation. Parallèlement l'observatoire de l'environnement en Bretagne publie en 2020 un zonage climatique de la région Bretagne, s'appuyant sur des données de Météo-France de 2009. La commune est, selon ce zonage, dans la zone « Intérieur Est », avec des hivers frais, des étés chauds et des pluies modérées).  
Pour la période 1971-2000, la température annuelle moyenne est de 11,3 °C, avec une amplitude thermique annuelle de 12,2 °C. Le cumul annuel moyen de précipitations est de 764 mm, avec 12,6 jours de précipitations en janvier et 6,5 jours en juillet. Pour la période 1991-2020, la température moyenne annuelle observée sur la station météorologique la plus proche, située sur la commune de Merdrignac à 11 km à vol d'oiseau, est de 11,7 °C et le cumul annuel moyen de précipitations est de 905,0 mm,. Pour l'avenir, les paramètres climatiques de la commune estimés pour 2050 selon différents scénarios d'émission de gaz à effet de serre sont consultables sur un site dédié publié par Météo-France en novembre 2022.

### Voies de communication et transports
- D 52 : vers Broons au nord, vers Trémorel au sud.
- D 46 : vers Éréac au nord-ouest, vers Plumaugat à l'est.
- D 61 : vers Saint-Launeuc à l'ouest.
- Ligne SNCF Paris-Brest : arrêts omnibus à Broons et Caulnes.
- Aéroports : Rennes-Saint-Jacques et Nantes-Atlantique.

## Toponymie
Le nom de la localité est attesté sous les formes Lanrelaz en 1239, Ecclesia de Lanrelas en 1330, Lanrelas en 1405, Parrochia d'Anrelas en 1451, Lanrelas en 1453, Lanrelay au XVe siècle, Laurelais en 1630.
L'origine du toponyme Lanrelas reste obscure. La première partie vient probablement du breton lan signifiant "ermitage".

## Urbanisme

### Typologie
Au 1er janvier 2024, Lanrelas est catégorisée commune rurale à habitat très dispersé, selon la nouvelle grille communale de densité à 7 niveaux définie par l'Insee en 2022.
Elle est située hors unité urbaine et hors attraction des villes,.

### Occupation des sols
L'occupation des sols de la commune, telle qu'elle ressort de la base de données européenne d’occupation biophysique des sols Corine Land Cover (CLC), est marquée par l'importance des territoires agricoles (89,6 % en 2018), une proportion sensiblement équivalente à celle de 1990 (90 %). La répartition détaillée en 2018 est la suivante : 
terres arables (60,6 %), zones agricoles hétérogènes (17,1 %), prairies (11,9 %), forêts (8,6 %), zones urbanisées (1,8 %). L'évolution de l’occupation des sols de la commune et de ses infrastructures peut être observée sur les différentes représentations cartographiques du territoire : la carte de Cassini (XVIIIe siècle), la carte d'état-major (1820-1866) et les cartes ou photos aériennes de l'IGN pour la période actuelle (1950 à aujourd'hui).

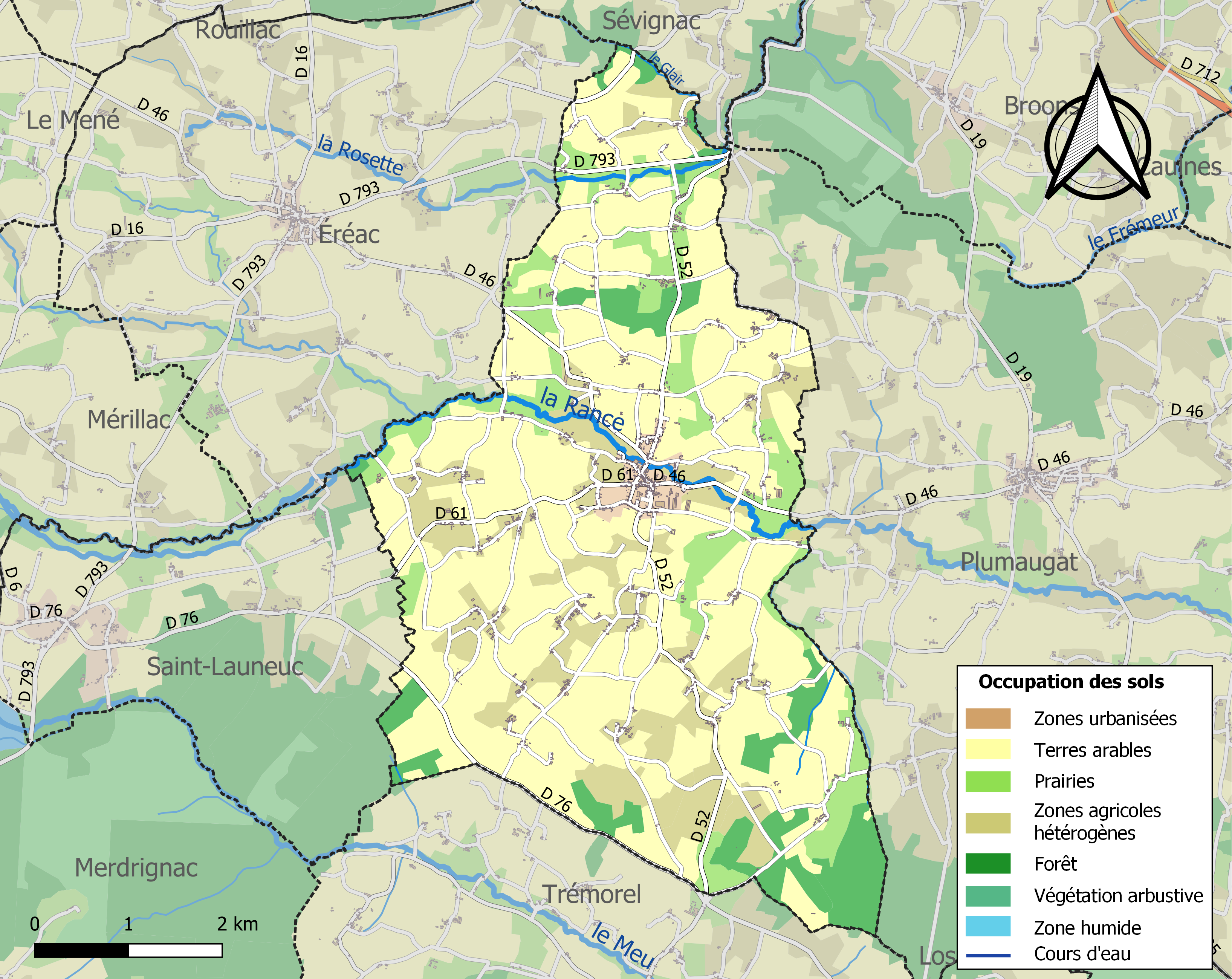
Carte des infrastructures et de l'occupation des sols de la commune en 2018 (CLC).

## Histoire

### Moyen-Âge
Du Moyen-Âge jusqu'à la fin de l'année 1789, la paroisse était une entité à la fois religieuse et administrative. Lanrelas était une paroisse du diocèse de Saint-Malo.

### La Révolution française
Lanrelas devient officiellement une commune par la loi du 14 décembre 1789 votée par l'Assemblée Constituante. La première municipalité est élue au tout début de janvier 1790.
Quelques événements relatifs à cette période :
- Le 11 mars 1795, Gabriel Mauny, vicaire constitutionnel, est tué par les Chouans au lieu-dit Le Rohan[26].
- Le 25 juillet 1795, des Chouans brûlent les archives de la municipalité[26].
- Le 6 janvier 1796, Jean-Guillaume Bellouard[Note 3], recteur de Lanrelas, prêtre réfractaire, après avoir été un temps emprisonné, fut assassiné  par des soldats républicains membres de colonnes mobiles[27] près du lieu-dit Les Ponts[26].
- Le 13 septembre 1800 puis le 16 juillet 1801, des Chouans menés par un certain Du Jardin font irruption dans la commune[26].
- En mars 1812, le chœur et la sacristie de l'église ont été détruits par un incendie.
- En 1830, la sacristie brûle de nouveau[26].

Pierre Robinault de Saint-Régeant, officier chouan, lieutenant de Georges Cadoudal, est né à Lanrelas le 30 septembre 1766 au lieu-dit actuel Saint-Régent. Il est l'un des auteurs, avec Joseph Picot de Limoëlan, de l'attentat de la rue Saint-Nicaise. Capturé, il sera guillotiné à Paris le 20 avril 1801.

### LeXXesiècle

#### La Première Guerre mondiale
Le monument aux morts de Lanrelas porte les noms de 112 soldats morts pour la France pendant la Première Guerre mondiale.
Un soldat originaire de Lanrelas, Marie-Ange Oger, soldat au 48e régiment d'infanterie, fut fusillé pour l'exemple le 11 octobre 1914 à Berneville (Pas-de-Calais).

#### La Seconde Guerre mondiale
Le monument aux morts de Lanrelas porte les noms de 5 personnes mortes pour la France pendant la Seconde Guerre mondiale :
- Ernest Robert, décédé lors du bombardement de Rennes le 29 mai 1943[32].
- Le 16 mai 1944, en représailles d'une absence de fourniture de 30 bicyclettes à une compagnie de Chasseurs Parachutistes allemands[33], une rafle est effectuée dans les abords du bourg ; les hommes sont conduits à l'école du Bourg-Neuf. L'un d'eux, Marcel Lemoine[34], tente de s'enfuir. Il est mortellement blessé d'une balle tirée dans le dos[35].
- Henri Chevalier, né le 14 septembre 1922 à Broons (Côtes-du-Nord), travailleur requis du STO en Allemagne, arrêté par la Gestapo pour attitude anti-allemande le 14 septembre 1944, interné successivement dans les camps de concentration  de Sachsenhausen puis Neuengamme, mort d'épuisement alors qu'il était affecté au kommando de Meppen Versen le 20 novembre 1944[32].
- Marcel Brisorgueil, né le 13 septembre 1929 à Lanrelas, travailleur requis du STO en Allemagne, fut arrêté le 5 septembre 1944 par la Gestapo pour avoir écouté la radio anglaise. Interné au camp de concentration d'Oranienbourg-Sachsenhausen, il décéda le 14 avril 1945 à Bergen-Belsen[32].
- Albert Villory, décédé en captivité.

#### L'après-Seconde-Guerre-mondiale
Entre 1946 et 1960 plusieurs dizaines de jeunes de Plumaugat, Éréac, Lanrelas, Mauron, Saint-Méen, etc.. sont partis faire la récolte des betteraves à sucre dans le nord de la France pour gagner leur vie et améliorer l’ordinaire de leur famille restée au pays.
Deux soldats originaires de Lanrelas sont décédés pendant la guerre d'Algérie :
- René Lejart, né le 13 juin 1934 à Lanrelas, chasseur au 28e bataillon de chasseurs alpins, décédé le 18 mai 1956 à Jijel (Algérie)[32].
- Michel Lermine, né le 18 septembre 1934 à Lanrelas, mort pour la France le 5 avril 1956 à Tébessa (Algérie)[32].

## Héraldique
| Blason | Blasonnement : D'azur aux dix billettes d'argent vidées du champ, ordonnées 4, 3, 2 et 1. |

## Politique et administration
| Période                                  | Période                   | Identité                 | Étiquette    | Qualité |
| ---------------------------------------- | ------------------------- | ------------------------ | ------------ | --- |
| Les données manquantes sont à compléter. |                           |                          |              | |
| août 1800                                | mars 1808                 | Pierre Pescheloche       |              | |
| avril 1808                               | septembre 1816            | Guy Marie Davy           |              | |
| octobre 1816                             | mars 1832                 | Mathurin Tournatory      |              | |
| avril 1832                               | décembre 1834             | Guy Marie Davy           |              | |
| janvier 1835                             | juillet 1839              | Pierre Chicouène         |              | |
| août 1839                                | décembre 1851             | Mathurin Tournatory      |              | |
| décembre 1851                            | juin 1856                 | Pierre Fiacre Lemoine    |              | |
| juillet 1856                             | octobre 1865              | Mathurin François Gérard |              | |
| octobre 1865                             | mai 1873                  | Jean Marie Gérard        |              | |
| septembre 1873                           | janvier 1881              | Pierre Chicouène         |              | |
| janvier 1881                             | avril 1897                | Joseph Blanchard         |              | Laboureur |
| mai 1897                                 | avril 1916                | Marie Ange Gautier       |              | Cultivateur |
| décembre 1919                            | < mai 1952                | Aristide Ermel           |              | Clerc de notaire |
| Les données manquantes sont à compléter. |                           |                          |              | |
| mars 1965                                | mars 1977                 | Raymond Gougeon          |              | Notaire |
| mars 1977                                | mars 1989                 | René Lemarchand          |              | Retraité |
| mars 1989                                | mars 2008                 | Annick Amice             | RPR puis UMP | Vice-présidente et DRH du groupe avicole Amice-Soquet Conseillère générale de Broons (2008 → 2015) Vice-présidente de la CC du Pays de Du Guesclin (1994 → 2008)                            |
| mars 2008                                | mars 2014                 | Michel Hauss             |              | Notaire |
| mars 2014                                | En cours (au 23 mai 2022) | Yves Lemoine             | DVD          | Retraité de la fonction publique 4e vice-président de la CC du Pays de Du Guesclin (2014 → 2016) 13e vice-président de la CA Lamballe Terre et Mer (2020 → ) Réélu pour le mandat 2020-2026 |

Appartenant à la Communauté de communes du Pays de Du Guesclin jusqu'au 31 décembre 2016, Lanrelas est rattaché depuis le 1er janvier 2017 à la Communauté d'agglomération Lamballe Terre et Mer.

## Démographie
| 1793  | 1800  | 1806  | 1821  | 1831  | 1836  | 1841  | 1846  | 1851  |
| ----- | ----- | ----- | ----- | ----- | ----- | ----- | ----- | ----- |
| 1 506 | 1 442 | 1 381 | 1 689 | 1 799 | 1 701 | 1 624 | 1 591 | 1 769 |

| 1856  | 1861  | 1866  | 1872  | 1876  | 1881  | 1886  | 1891  | 1896  |
| ----- | ----- | ----- | ----- | ----- | ----- | ----- | ----- | ----- |
| 1 767 | 1 778 | 1 801 | 1 763 | 1 817 | 1 890 | 1 902 | 1 925 | 1 904 |

| 1901  | 1906  | 1911  | 1921  | 1926  | 1931  | 1936  | 1946  | 1954  |
| ----- | ----- | ----- | ----- | ----- | ----- | ----- | ----- | ----- |
| 1 941 | 1 988 | 1 969 | 1 751 | 1 672 | 1 630 | 1 568 | 1 475 | 1 396 |

| 1962  | 1968  | 1975  | 1982  | 1990 | 1999 | 2006 | 2008 | 2013 |
| ----- | ----- | ----- | ----- | ---- | ---- | ---- | ---- | ---- |
| 1 328 | 1 234 | 1 126 | 1 061 | 916  | 868  | 854  | 850  | 819  |

| 2018 | 2022 | - | - | - | - | - | - | - |
| ---- | ---- | - | - | - | - | - | - | - |
| 845  | 866  | - | - | - | - | - | - | - |

## Lieux et monuments

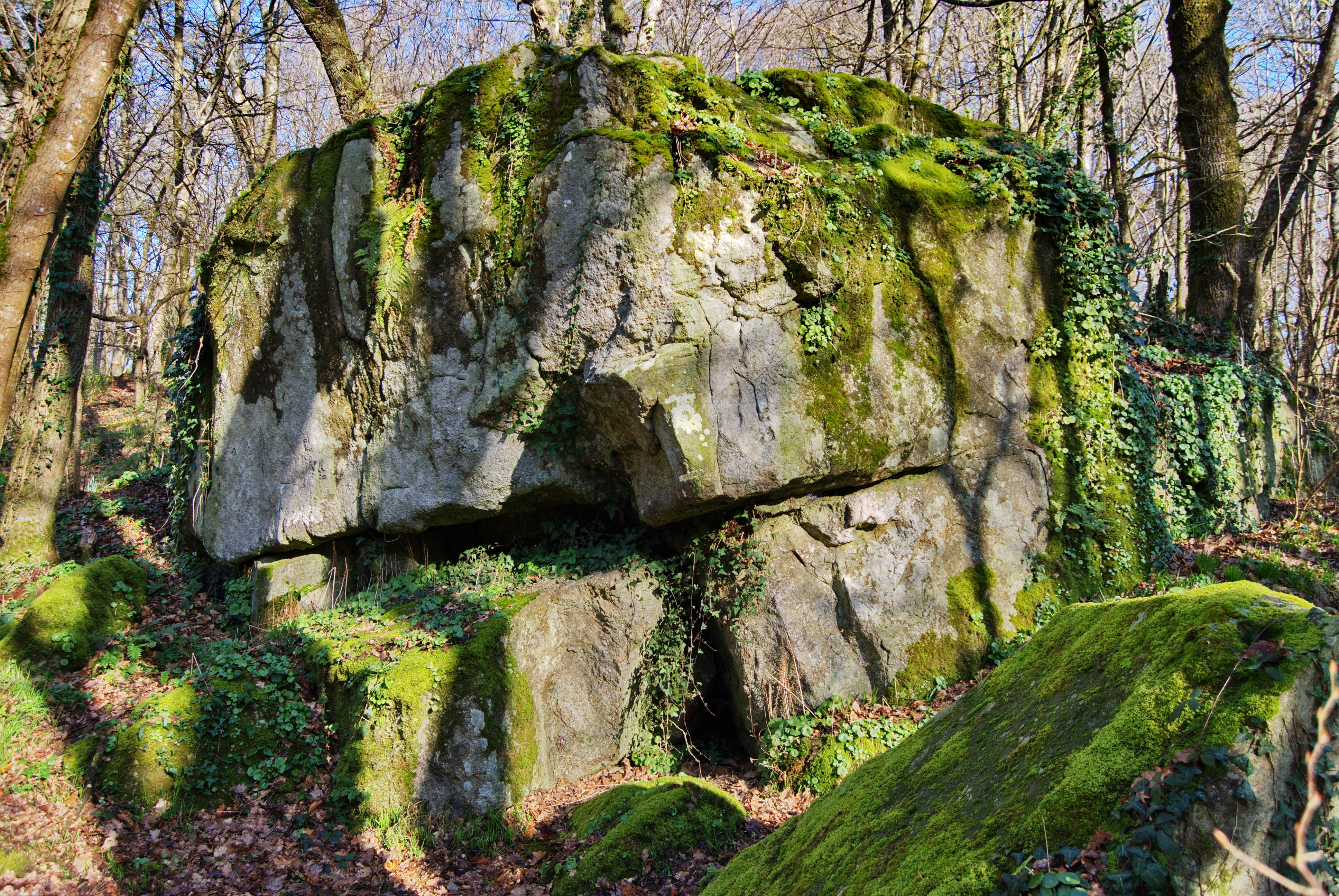
La Roche au Géant.

### Le site des Aulnais

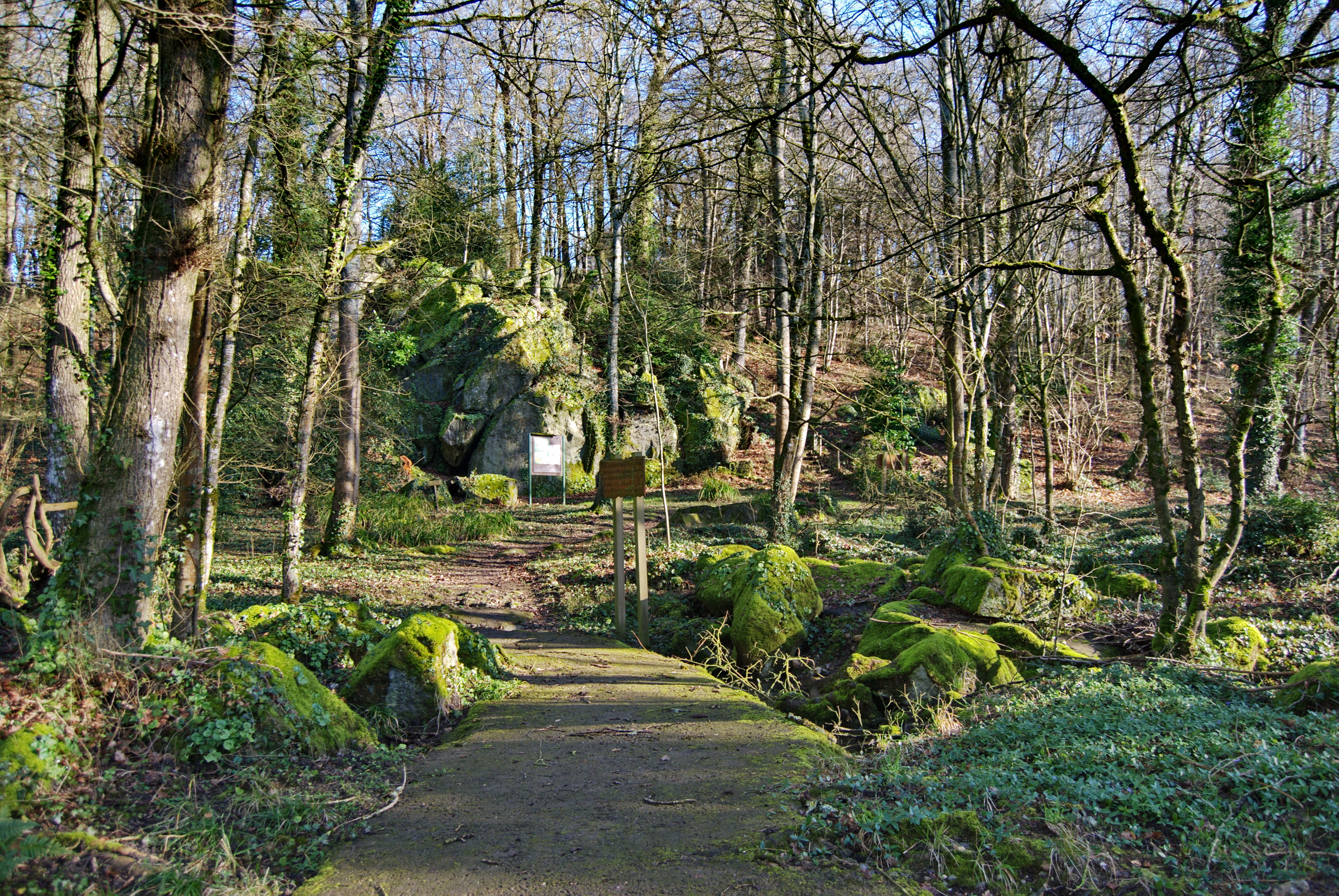
Le sentier botanique (site des Aulnais).

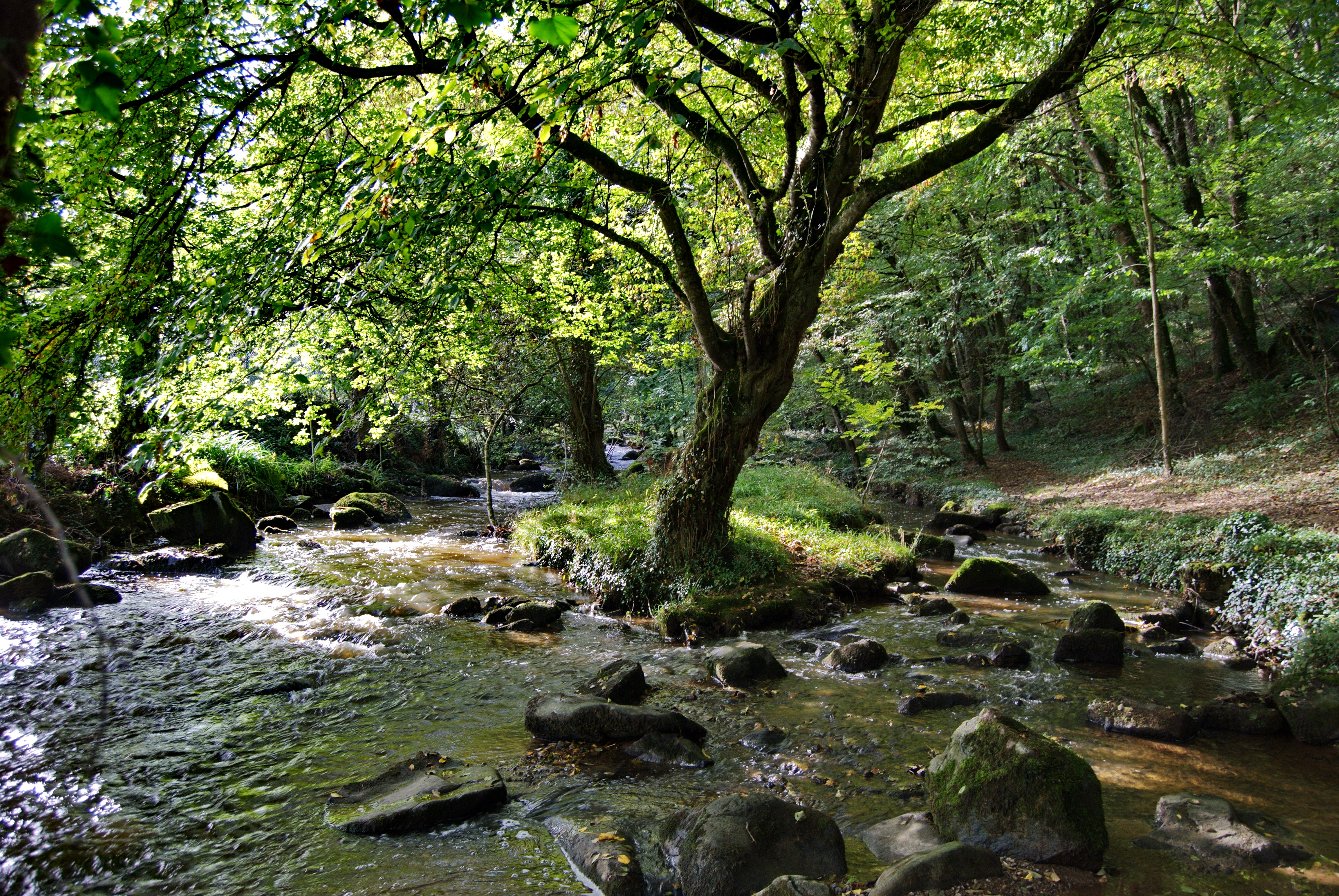
Les chaos de la Rance (site des Aulnais).

Situé sur la D 46 en direction de Plumaugat, au niveau de la piscine.
- Le sentier botanique : un circuit balisé permet d'observer plus d'une centaine d'espèces botaniques.
- Les chaos de la Rance : ces gros blocs de diorite[41] sont accumulés, depuis près de 500 millions d'années, dans le lit de la Rance. D'autres blocs de même nature restent accrochés sur les flancs de la vallée, ce qui a alimenté la légende de la Roche au Géant.
- La Roche au Géant : un imposant monolithe repose sur deux blocs dioritiques. L'érosion naturelle a façonné la pierre de cavités dont la légende évoquait des vestiges druidiques ayant donné lieu à des rites sacrificiels.
- Le menhir de la Glinaie.

### L'église Saint-Jean-Baptiste
- Elle a été construite de 1589 à 1606 puis restaurée en 1680[42].
- Par suite de délabrement, le clocher a dû être reconstruit en 1846[42].
- Une restauration complète du clocher a été effectuée à l'automne 2020.

### Le calvaire
- Situé à l'angle sud-ouest de l'église, ce monument sculpté date du XVIe siècle.